# Wan Guchan
Wan Guchan (萬古蟾T, 万古蟾S, Wàn GǔchánP) (Nanchino, 18 gennaio 1900 – 19 novembre 1995) è stato un regista cinese fu uno dei due fratelli Wan, pionieri dell'industria del cinema d'animazione cinese.

## Biografia
Wan Guchan ha affiancato il fratello Wan Laiming nella maggior parte dei suoi progetti di animazione e sperimentazioni artistiche.
Nel 1958, si sarebbe accreditato il merito di aver inventato un nuovo metodo di cutout animation. La tecnica fu mostrata nel film di animazione  ne animazione Pigsy Eats Watermelon.
Wan Guchan avrebbe inoltre preso parte, nel 1961, alla produzione del film La rivolta del cielo, che lo portò ad affermarsi in tutta la Cina.

## Filmografia

### Cortometraggi
- Shu zhen dong hua wen da zi ji (1922)
- Guo nian (1924)
- Gou qing ke (1924)
- Xie qian (1932)
- Wu wang guo chi (1932)
- Guo ren su xing (1932)
- Gui tu jing zou (1932)
- Fei lai fu (1935)
- Di kang (1935)
- Shao nian yue fei (1936)

### Lungometraggi
- Da zhen tan (1931)
- Luo tuo xian wu (1935)
- La principessa dal ventaglio di ferro (Tie shan gong zhi) (1941)